# Seznam ulic v Brně-Králově Poli
Seznam ulic v Brně-Králově Poli uvádí přehled ulic a veřejných prostranství na území městské části Brno-Královo Pole.

## Seznam
| Název                         | Pojmenováno po                       | Souřadnice                       | Obrázek | Commons                       | RÚIAN   | Mapy.cz                        |
| ----------------------------- | ------------------------------------ | -------------------------------- | ------- | ----------------------------- | ------- | ------------------------------ |
| Antonína Macka                | Antonín Macek                        | 49°13′4″ s. š., 16°35′58″ v. d.  |         | Antonína Macka (Brno)         | 20923   | stre&id=78938                  |
| Berkova                       | Eduard Berka                         | 49°13′30″ s. š., 16°35′18″ v. d. |         | Berkova (Brno)                | 21229   | stre&id=78968                  |
| Blahoslavova                  | Jan Blahoslav                        | 49°13′53″ s. š., 16°35′36″ v. d. |         | Blahoslavova (Brno)           | 21377   | stre&id=78983                  |
| Botanická                     | botanická zahrada                    | 49°12′23″ s. š., 16°36′1″ v. d.  |         | Botanická (Brno)              | 21610   | stre&id=79006                  |
| Boženy Němcové                | Božena Němcová                       | 49°13′44″ s. š., 16°35′20″ v. d. |         | Boženy Němcové (Brno)         | 21644   | stre&id=79009                  |
| Božetěchova                   | Božetěch                             | 49°13′46″ s. š., 16°35′39″ v. d. |         | Božetěchova (Brno)            | 21652   | stre&id=79010                  |
| Budovcova                     | Václav Budovec z Budova              | 49°13′51″ s. š., 16°35′40″ v. d. |         | Budovcova (Brno)              | 21938   | stre&id=79038                  |
| Bulharská                     | Bulharsko                            | 49°13′38″ s. š., 16°35′26″ v. d. |         | Bulharská (Brno)              | 21962   | stre&id=79041                  |
| Bystřinova                    | Otakar Bystřina                      | 49°13′47″ s. š., 16°35′13″ v. d. |         | Bystřinova                    | 22012   | stre&id=79046                  |
| Chaloupeckého náměstí         | Jiří František Chaloupecký           | 49°12′43″ s. š., 16°35′59″ v. d. |         | Chaloupeckého náměstí         | 24554   | stre&id=79299                  |
| Chaloupkova                   | Josef Chaloupka                      | 49°13′25″ s. š., 16°35′57″ v. d. |         | Chaloupkova (Brno)            | 22098   | stre&id=79054                  |
| Charvatská                    | Chorvatsko                           | 49°13′16″ s. š., 16°35′30″ v. d. |         | Charvatská (Brno)             | 22136   | stre&id=79058                  |
| Chelčického                   | Petr Chelčický                       | 49°13′20″ s. š., 16°36′2″ v. d.  |         | Chelčického (Brno)            | 22152   | stre&id=79060                  |
| Chlupova                      | Jan Chlup                            | 49°12′42″ s. š., 16°35′40″ v. d. |         | Chlupova (Brno)               | 22217   | stre&id=79066                  |
| Chodská                       | Chodsko                              | 49°13′ s. š., 16°35′38″ v. d.    |         | Chodská (Brno)                | 22233   | stre&id=79068                  |
| Cimburkova                    | Ctibor Tovačovský z Cimburka         | 49°13′3″ s. š., 16°36′25″ v. d.  |         | Cimburkova (Brno)             | 22322   | stre&id=79077                  |
| Dalimilova                    | Dalimil                              | 49°13′55″ s. š., 16°35′28″ v. d. |         | Dalimilova (Brno)             | 22608   | stre&id=79105                  |
| Dobrovského                   | Josef Dobrovský                      | 49°13′10″ s. š., 16°35′32″ v. d. |         | Dobrovského (Brno)            | 22730   | stre&id=79117                  |
| Domažlická                    | Domažlice                            | 49°12′54″ s. š., 16°35′51″ v. d. |         | Domažlická (Brno)             | 22799   | stre&id=79124                  |
| Drobného                      | František Drobný                     | 49°12′39″ s. š., 16°36′47″ v. d. |         | Drobného (Brno)               | 22900   | stre&id=79135                  |
| Dělostřelecká                 | kasárna                              | 49°12′51″ s. š., 16°36′21″ v. d. |         | Dělostřelecká (Brno)          | 801020  | stre&id=153753                 |
| Edisonova                     | Thomas Alva Edison                   | 49°13′45″ s. š., 16°34′32″ v. d. |         |                               | 720291  | stre&id=144880                 |
| Fibichova                     | Zdeněk Fibich                        | 49°13′48″ s. š., 16°36′ v. d.    |         | Fibichova (Brno)              | 23256   | stre&id=79169                  |
| Firkušného                    | Rudolf Firkušný                      | 49°13′54″ s. š., 16°36′22″ v. d. |         |                               | 1384589 | stre&id=5185442                |
| Florianova                    | Jan Florian                          | 49°13′12″ s. š., 16°35′59″ v. d. |         | Florianova                    | 23485   | stre&id=79192                  |
| Galandauerova                 | Max Galandauer                       | 49°13′50″ s. š., 16°35′14″ v. d. |         | Galandauerova                 | 23591   | stre&id=79203                  |
| Gustava Broma                 | Gustav Brom                          | 49°13′57″ s. š., 16°36′27″ v. d. |         | Gustava Broma                 | 1384520 | stre&id=5185439                |
| Hamerláky                     |                                      | 49°14′16″ s. š., 16°36′9″ v. d.  |         | Hamerláky                     | 787736  | stre&id=152125                 |
| Havlišova                     | Jan Havliš                           | 49°13′42″ s. š., 16°35′27″ v. d. |         | Havlišova                     | 25381   | stre&id=79382                  |
| Herčíkova                     | Ferdinand Herčík                     | 49°13′50″ s. š., 16°35′ v. d.    |         | Herčíkova (Brno)              | 23931   | stre&id=79237                  |
| Hlaváčkova                    | Bohuslav Hlaváček                    | 49°13′39″ s. š., 16°35′21″ v. d. |         | Hlaváčkova (Brno)             | 23990   | stre&id=79243                  |
| Hostinského                   | Otakar Hostinský                     | 49°13′7″ s. š., 16°35′55″ v. d.  |         | Hostinského (Brno)            | 24252   | stre&id=79269                  |
| Hradecká                      | Hradec Králové                       | 49°15′22″ s. š., 16°35′4″ v. d.  |         | Hradecká (Brno)               | 26948   | stre&id=79539                  |
| Hrnčířská                     | hrnčíř                               | 49°12′33″ s. š., 16°35′50″ v. d. |         | Hrnčířská (Brno)              | 24325   | stre&id=79276                  |
| Hrubého                       | František Hrubý                      | 49°13′9″ s. š., 16°36′ v. d.     |         | Hrubého (Brno)                | 24376   | stre&id=79281                  |
| Husitská                      | husitství                            | 49°13′25″ s. š., 16°35′37″ v. d. |         | Husitská (Brno)               | 24449   | stre&id=79288                  |
| Hutařova                      | František Hutař                      | 49°13′32″ s. š., 16°35′13″ v. d. |         | Hutařova (Brno)               | 24473   | stre&id=79291                  |
| Högrova                       | Karel Höger                          | 49°13′45″ s. š., 16°36′13″ v. d. |         |                               | 24180   | stre&id=79262                  |
| Jana Babáka                   | Jan Babák                            | 49°12′57″ s. š., 16°35′21″ v. d. |         | Jana Babáka (Brno)            | 24627   | stre&id=79306                  |
| Jarmily Kurandové             | Jarmila Kurandová                    | 49°13′50″ s. š., 16°36′25″ v. d. |         |                               | 1384546 | stre&id=5185440                |
| Jungmannova                   | Josef Jungmann                       | 49°13′14″ s. š., 16°35′39″ v. d. |         | Jungmannova (Brno)            | 25143   | stre&id=79358                  |
| Kabátníkova                   | Ladislav Kabátník                    | 49°12′40″ s. š., 16°36′4″ v. d.  |         | Kabátníkova                   | 25194   | stre&id=79363                  |
| Kamanova                      | Petr Kaman                           | 49°13′51″ s. š., 16°35′21″ v. d. |         | Kamanova                      | 25283   | stre&id=79372                  |
| Karla Kryla                   | Karel Kryl                           | 49°13′50″ s. š., 16°36′34″ v. d. |         |                               | 1798243 | stre&id=5194249                |
| Kartouzská                    | Královo Pole                         | 49°12′58″ s. š., 16°35′53″ v. d. |         | Kartouzská (Brno)             | 25453   | stre&id=79389                  |
| Kepákova                      | Vladimír Kepák                       | 49°13′49″ s. š., 16°36′14″ v. d. |         | Kepákova                      | 25861   | stre&id=79430                  |
| Klatovská                     | Klatovy                              | 49°12′36″ s. š., 16°35′45″ v. d. |         | Klatovská (Brno)              | 25542   | stre&id=79398                  |
| Klusáčkova                    | Otakar Klusáček                      | 49°12′44″ s. š., 16°35′41″ v. d. |         | Klusáčkova                    | 25691   | stre&id=79413                  |
| Kociánka                      |                                      | 49°14′17″ s. š., 16°36′16″ v. d. |         | Kociánka (Brno)               | 25747   | stre&id=79418                  |
| Kolejní                       | kolej                                | 49°13′48″ s. š., 16°34′22″ v. d. |         | Kolejní (Brno)                | 25810   | stre&id=79425                  |
| Kollárova                     | Ján Kollár                           | 49°13′33″ s. š., 16°35′42″ v. d. |         | Kollárova (Brno)              | 25844   | stre&id=79428                  |
| Kosmova                       | Kosmas                               | 49°13′43″ s. š., 16°35′39″ v. d. |         | Kosmova (Brno)                | 27421   | stre&id=79587                  |
| Kostelní zmola                |                                      | 49°14′7″ s. š., 16°35′47″ v. d.  |         | Kostelní zmola                | 26077   | stre&id=79451                  |
| Kounicova                     | Václav Robert z Kounic               | 49°12′22″ s. š., 16°35′49″ v. d. |         | Kounicova (Brno)              | 26158   | stre&id=79459                  |
| Košinova                      | Bohumír Košina                       | 49°13′25″ s. š., 16°35′58″ v. d. |         | Košinova                      | 26085   | stre&id=79452                  |
| Kožíkova                      | František Kožík                      | 49°13′56″ s. š., 16°36′19″ v. d. |         | Kožíkova (Brno)               | 2006774 | stre&id=5195048                |
| Královopolský tunel           | Královo Pole                         | 49°13′9″ s. š., 16°35′29″ v. d.  |         | Královopolský tunel           | 772321  | base&id=2240189 stre&id=150434 |
| Kubešova                      | Vladimír Kubeš                       | 49°13′47″ s. š., 16°35′24″ v. d. |         | Kubešova (Brno)               | 36251   | stre&id=80464                  |
| Kumpoštova                    | Jindřich Kumpošt                     | 49°13′48″ s. š., 16°36′25″ v. d. |         |                               | 2006511 | stre&id=5195045                |
| Kyselkova                     | Mojmír Kyselka                       | 49°13′54″ s. š., 16°36′27″ v. d. |         |                               | 1798260 | stre&id=5194250                |
| Křivého                       | Miroslav Křivý                       | 49°13′40″ s. š., 16°36′14″ v. d. |         |                               | 37214   | stre&id=80560                  |
| Křižíkova                     | František Křižík                     | 49°13′25″ s. š., 16°36′41″ v. d. |         | Křižíkova (Brno)              | 26522   | stre&id=79497                  |
| Malátova                      | Jan Malát                            | 49°13′24″ s. š., 16°35′47″ v. d. |         | Malátova (Brno)               | 27324   | stre&id=79577                  |
| Matulkova                     | Ferdinand Matulka                    | 49°13′10″ s. š., 16°35′17″ v. d. |         | Matulkova                     | 27669   | stre&id=79611                  |
| Menšíkova                     | Vladimír Menšík                      | 49°13′45″ s. š., 16°36′22″ v. d. |         |                               | 1384627 | stre&id=5185444                |
| Metodějova                    | svatý Metoděj                        | 49°13′37″ s. š., 16°35′40″ v. d. |         | Metodějova (Brno)             | 27839   | stre&id=79628                  |
| Mečířova                      | Vítězslav Mečíř                      | 49°13′25″ s. š., 16°35′7″ v. d.  |         | Mečířova                      | 36293   | stre&id=80468                  |
| Milíčova                      | Milíč z Kroměříže                    | 49°13′16″ s. š., 16°35′58″ v. d. |         |                               | 27961   | stre&id=79641                  |
| Miry Figarové                 | Mira Figarová                        | 49°13′59″ s. š., 16°36′16″ v. d. |         | Miry Figarové                 | 2006537 | stre&id=5195046                |
| Mojmírovo náměstí             | Mojmír I.                            | 49°13′28″ s. š., 16°35′49″ v. d. |         | Mojmírovo náměstí             | 28509   | stre&id=79694                  |
| Mojžíšova                     | Antonín Mojžíš                       | 49°13′43″ s. š., 16°36′5″ v. d.  |         |                               | 28061   | stre&id=79651                  |
| Moskalykova                   | Antonín Moskalyk                     | 49°13′57″ s. š., 16°36′31″ v. d. |         | Moskalykova                   | 1384601 | stre&id=5185443                |
| Myslínova                     | Jiří Myslín                          | 49°14′ s. š., 16°35′44″ v. d.    |         | Myslínova                     | 28312   | stre&id=79675                  |
| Máchova                       | Karel Hynek Mácha                    | 49°13′11″ s. š., 16°35′27″ v. d. |         | Máchova (Brno)                | 27707   | stre&id=79615                  |
| Mánesova                      | Josef Mánes                          | 49°13′56″ s. š., 16°35′15″ v. d. |         | Mánesova (Brno)               | 27731   | stre&id=79618                  |
| Na kopcích                    |                                      | 49°14′6″ s. š., 16°36′8″ v. d.   |         |                               | 36358   | stre&id=80474                  |
| Ondřeje Sekory                | Ondřej Sekora                        | 49°13′56″ s. š., 16°36′40″ v. d. |         | Ondřeje Sekory (Brno)         | 2830400 | stre&id=5197997                |
| Palackého třída               | František Palacký                    | 49°13′14″ s. š., 16°35′48″ v. d. |         | Palackého třída (Brno)        | 30546   | stre&id=79896                  |
| Pařezí                        |                                      | 49°14′33″ s. š., 16°37′9″ v. d.  |         | Pařezí (Brno)                 | 36528   | stre&id=80491                  |
| Pešinova                      | Ignác Josef Pešina                   | 49°13′10″ s. š., 16°35′46″ v. d. |         |                               | 30937   | stre&id=79935                  |
| Peškova                       | Ladislav Pešek                       | 49°14′3″ s. š., 16°36′11″ v. d.  |         | Peškova (Brno)                | 787761  | stre&id=152127                 |
| Pionýrská                     | průkopník                            | 49°12′30″ s. š., 16°36′24″ v. d. |         | Pionýrská (Brno)              | 29564   | stre&id=79799                  |
| Podešvova                     | Josef Podešva                        | 49°13′18″ s. š., 16°35′40″ v. d. |         |                               | 29785   | stre&id=79820                  |
| Podnikatelská                 |                                      | 49°13′43″ s. š., 16°34′36″ v. d. |         | Podnikatelská (Brno)          | 660523  | stre&id=140053                 |
| Poděbradova                   | Jiří z Poděbrad                      | 49°13′6″ s. š., 16°35′59″ v. d.  |         | Poděbradova (Brno)            | 29793   | stre&id=79821                  |
| Porgesova                     | Filip Porges                         | 49°13′13″ s. š., 16°36′44″ v. d. |         | Porgesova                     | 725005  | stre&id=145323                 |
| Psotova                       | Ivo Váňa Psota                       | 49°14′2″ s. š., 16°36′22″ v. d.  |         | Psotova                       | 2006758 | stre&id=5195047                |
| Ptašínského                   | František Ptašinský                  | 49°12′42″ s. š., 16°36′0″ v. d.  |         | Ptašínského                   | 30562   | stre&id=79898                  |
| Purkyňova                     | Jan Evangelista Purkyně              | 49°13′30″ s. š., 16°34′58″ v. d. |         | Purkyňova (Brno)              | 30589   | stre&id=79900                  |
| Ramešova                      | Josef Rameš                          | 49°13′41″ s. š., 16°35′20″ v. d. |         | Ramešova                      | 30686   | stre&id=79910                  |
| Reissigova                    | Rudolf Reissig                       | 49°12′58″ s. š., 16°36′8″ v. d.  |         | Reissigova                    | 30741   | stre&id=79916                  |
| Riegrova                      | František Ladislav Rieger            | 49°13′37″ s. š., 16°35′25″ v. d. |         | Riegrova (Brno)               | 30830   | stre&id=79925                  |
| Rostislavovo náměstí          | Rostislav                            | 49°13′22″ s. š., 16°35′53″ v. d. |         | Rostislavovo náměstí          | 32611   | stre&id=80102                  |
| Ruská                         | Rusko                                | 49°13′20″ s. š., 16°35′26″ v. d. |         | Ruská (Brno)                  | 31097   | stre&id=79951                  |
| Rybníček                      | Ponávka                              | 49°12′40″ s. š., 16°36′18″ v. d. |         | Rybníček (Brno)               | 31160   | stre&id=79958                  |
| Sadovského                    | Zdeněk Sadovský                      | 49°13′27″ s. š., 16°35′18″ v. d. |         | Sadovského                    | 31305   | stre&id=79971                  |
| Skácelova                     | Jan Skácel                           | 49°13′20″ s. š., 16°35′16″ v. d. |         | Skácelova (Brno)              | 28142   | stre&id=79658                  |
| Skřivanova                    | Josef Skřivan                        | 49°12′35″ s. š., 16°36′18″ v. d. |         | Skřivanova (Brno)             | 31593   | stre&id=80000                  |
| Sladkovského                  | Karel Sladkovský                     | 49°13′30″ s. š., 16°36′6″ v. d.  |         | Sladkovského (Brno)           | 31615   | stre&id=80002                  |
| Slovanské náměstí             | Slované                              | 49°13′23″ s. š., 16°35′28″ v. d. |         | Slovanské náměstí (Brno)      | 33341   | stre&id=80174                  |
| Slovinská                     | Slovinsko Slovinci                   | 49°13′16″ s. š., 16°35′37″ v. d. |         | Slovinská (Brno)              | 31801   | stre&id=80021                  |
| Sportovní                     | sport                                | 49°13′54″ s. š., 16°35′40″ v. d. |         | Sportovní (Brno)              | 32093   | stre&id=80050                  |
| Srbská                        | Srbsko                               | 49°13′34″ s. š., 16°35′18″ v. d. |         | Srbská (Brno)                 | 32107   | stre&id=80051                  |
| Staňkova                      | Karel Staněk                         | 49°12′42″ s. š., 16°36′13″ v. d. |         | Staňkova (Brno)               | 32123   | stre&id=80053                  |
| Střední                       | místo                                | 49°12′45″ s. š., 16°36′18″ v. d. |         | Střední (Brno)                | 32328   | stre&id=80073                  |
| Svatopluka Čecha              | Svatopluk Čech                       | 49°13′15″ s. š., 16°35′16″ v. d. |         | Svatopluka Čecha (Brno)       | 32450   | stre&id=80086                  |
| Technická                     | Vysoké učení technické v Brně        | 49°13′25″ s. š., 16°34′41″ v. d. |         | Technická (Brno)              | 36951   | stre&id=80534                  |
| Tererova                      | Rudolf Terer                         | 49°12′57″ s. š., 16°35′17″ v. d. |         |                               | 33162   | stre&id=80156                  |
| Trtílkova                     | Arnošt Trtílek                       | 49°13′34″ s. š., 16°36′41″ v. d. |         |                               | 33448   | stre&id=80184                  |
| Tylova                        | Josef Kajetán Tyl                    | 49°13′57″ s. š., 16°35′31″ v. d. |         | Tylova (Brno)                 | 33669   | stre&id=80206                  |
| Tyršova                       | Miroslav Tyrš                        | 49°13′24″ s. š., 16°35′15″ v. d. |         | Tyršova (Brno)                | 33677   | stre&id=80207                  |
| Tábor                         |                                      | 49°12′49″ s. š., 16°35′38″ v. d. |         | Tábor (Brno)                  | 33103   | stre&id=80150                  |
| Těšínská                      | Těšín                                | 49°13′25″ s. š., 16°35′23″ v. d. |         | Těšínská (Brno)               | 33219   | stre&id=80161                  |
| Třískalova                    | Rostislav Třískala                   | 49°13′31″ s. š., 16°37′2″ v. d.  |         | Třískalova (Brno)             | 33553   | stre&id=80195                  |
| U Antoníčka                   | kaple svatého Antonína               | 49°14′1″ s. š., 16°36′54″ v. d.  |         | U Antoníčka                   | 37061   | stre&id=80545                  |
| U vodárny                     | vodárna                              | 49°13′26″ s. š., 16°34′23″ v. d. |         | U vodárny (Brno)              | 33839   | stre&id=80223                  |
| U Červeného mlýna             |                                      | 49°12′57″ s. š., 16°36′10″ v. d. |         | U Červeného mlýna (Brno)      | 35971   | stre&id=80437                  |
| Vackova                       | Tomáš Vacek                          | 49°13′14″ s. š., 16°35′29″ v. d. |         | Vackova (Brno)                | 34193   | stre&id=80259                  |
| Veleslavínova                 | Daniel Adam z Veleslavína            | 49°13′14″ s. š., 16°35′52″ v. d. |         | Veleslavínova (Brno)          | 34428   | stre&id=80282                  |
| Vlasty Fialové                | Vlasta Fialová                       | 49°13′57″ s. š., 16°36′19″ v. d. |         | Vlasty Fialové                | 1384562 | stre&id=5185441                |
| Vnitřní                       | místo                                | 49°12′38″ s. š., 16°36′19″ v. d. |         | Vnitřní (Brno)                | 34681   | stre&id=80308                  |
| Vodova                        | Sylvestr Voda                        | 49°13′29″ s. š., 16°35′8″ v. d.  |         | Vodova                        | 34711   | stre&id=80311                  |
| Volfova                       | Jan Volf                             | 49°13′46″ s. š., 16°35′16″ v. d. |         | Volfova                       | 34762   | stre&id=80316                  |
| Zaječí hora                   | Zaječí hora                          | 49°13′50″ s. š., 16°36′42″ v. d. |         | Zaječí hora (Brno)            | 35335   | stre&id=80373                  |
| Zvonková                      | zvonek broskvolistý                  | 49°13′28″ s. š., 16°36′57″ v. d. |         |                               | 35777   | stre&id=80417                  |
| parčík generála Miloše Knorra | Miloš Knorr                          | 49°13′18″ s. š., 16°35′29″ v. d. |         | Parčík generála Miloše Knorra | 2830809 | stre&id=5198000                |
| sady Národního odboje         | československý protinacistický odboj | 49°12′45″ s. š., 16°35′38″ v. d. |         | Sady Národního odboje         | 33138   | base&id=2006262 stre&id=80153  |
| třída Generála Píky           | Heliodor Píka                        | 49°13′6″ s. š., 16°37′2″ v. d.   |         | Třída Generála Píky (Brno)    | 37028   | stre&id=80541                  |
| Černíkova                     | Josef Černík                         | 49°13′43″ s. š., 16°36′10″ v. d. |         |                               | 22101   | stre&id=79055                  |
| Červinkova                    | Josef Červinka                       | 49°13′31″ s. š., 16°35′3″ v. d.  |         | Červinkova (Brno)             | 22543   | stre&id=79099                  |
| Šafaříkova                    | Pavel Josef Šafařík                  | 49°13′18″ s. š., 16°35′50″ v. d. |         | Šafaříkova (Brno)             | 32573   | stre&id=80098                  |
| Šelepova                      | František Šelepa                     | 49°12′45″ s. š., 16°35′35″ v. d. |         | Šelepova                      | 36919   | stre&id=80530                  |
| Škárova                       | Jaroslav Škára                       | 49°13′23″ s. š., 16°35′56″ v. d. |         | Škárova                       | 32751   | stre&id=80116                  |
| Štefánikova                   | Milan Rastislav Štefánik             | 49°12′42″ s. š., 16°36′7″ v. d.  |         | Štefánikova (Brno)            | 22675   | stre&id=79111                  |
| Šumavská                      | Šumava                               | 49°12′42″ s. š., 16°35′46″ v. d. |         | Šumavská (Brno)               | 33014   | stre&id=80142                  |
| Žleb                          | hornina                              | 49°13′46″ s. š., 16°36′3″ v. d.  |         | Žleb (Brno)                   | 691291  | stre&id=142114                 |